# Spurius Postumius Albinus (Konsul 186 v. Chr.)
Spurius Postumius Albinus († 180 v. Chr.) entstammte der römischen Adelsfamilie der Postumier und war 186 v. Chr. Konsul.

## Verwandtschaft
Nach dem Zeugnis der Fasti Capitolini war Spurius Postumius Albinus Sohn eines Lucius Postumius und Enkel eines Aulus Postumius. Außerdem war er der ältere Vetter der drei Brüder Aulus, Spurius und Lucius Postumius Albinus, die 180, 174 und 173 v. Chr. als Konsuln amtierten.

## Prätur
Für 189 v. Chr. wurde Postumius zum Praetor urbanus und Praetor peregrinus gewählt, übergab aber das letztere Amt seinem Kollegen Quintus Fabius Pictor, weil dieser die Funktion eines Flamen des Quirinus ausübte und daher wegen seiner religiösen Pflichten nicht in die ihm verliehene Provinz Sardinien gehen durfte. Da der Konsul Marcus Fulvius Nobilior in Griechenland und dessen Amtskollege Gnaeus Manlius Vulso in Asien kämpften und beide daher von Rom abwesend waren, fiel Postumius die Aufgabe zu, die Angelegenheiten der Hauptstadt zu regeln. Da der für Hispania ulterior bestimmte Prätor Lucius Baebius Dives von den Ligurern tödlich verwundet worden war, sandte Postumius ein Schreiben samt Senatsbeschluss nach Ligurien, das den dortigen Proprätor Publius Iunius Brutus zur Übernahme der verwaisten Provinz Hispania ulterior aufforderte. Es wurden auch in Delphi Reste von zwei weiteren Schreiben des Postumius an die Bewohner dieser griechischen Stadt und an die Amphiktyonen über den rechtlichen Status von Delphi und des Heiligtums gefunden.

## Konsulat
186 v. Chr. erlangte Postumius das Konsulat zusammen mit Quintus Marcius Philippus. Die Hauptaufgabe der beiden Konsuln war die Zerschlagung der in ganz Italien verbreiteten Geheimkulte der Bacchanalien. Dementsprechend erzählt der römische Geschichtsschreiber Titus Livius zum Jahr 186 v. Chr. hauptsächlich von dieser Tätigkeit der Konsuln. Von einem diesbezüglichen Senatus consultum de Bacchanalibus ist ein in Erz graviertes Exemplar mit Befehlen der Konsuln an die italischen Bundesgenossen im Ager Teuranus (heute Tirioli) in Bruttium als älteste inschriftliche politische Urkunde Roms erhalten geblieben. Es gibt unter den Forschern große Auffassungsunterschiede über die Glaubwürdigkeit des von Livius gegebenen Berichts. Aber bemerkenswert ist immerhin die Tatsache, dass Livius mit dem Dokument des Senatsbeschlusses außerordentlich genau zum Beispiel in dem Punkt übereinstimmt, dass nach der Niederschlagung des Geheimkultes die Ausübung seiner Riten nur noch einzelnen Personen gestattet wurde, wenn sie einen Antrag beim Stadtprätor gestellt hatten und dieser vom Senat genehmigt wurde, wobei mindestens 100 seiner Mitglieder anwesend sein mussten.
Bei der Darstellung des Livius über die Bacchanalien ist zu beachten, dass er hier nicht nur Ereignisse eines Jahres wie sonst bei annalistischer Berichterstattung üblich erzählt, sondern in seine einheitliche Komposition auch einige Jahre zurückliegende Begebenheiten mit einbezieht, wenn dies sachlich notwendig ist. Auch die Feststellung der genaueren zeitlichen Einordnung der in das Jahr 186 v. Chr. selbst gehörenden Ereignisse ist schwierig, da diese einheitlich komponierte Darstellungsweise den normalen Aufbau der Jahresberichte störte. Der einzige zeitliche Fixpunkt ist, dass die durch den erhaltenen Beschluss bezüglich der Bacchanalien bezeugte Senatssitzung erst an den Nonen des Oktobers (etwa in der Jahresmitte nach dem Julianischen Kalender) stattfand und von beiden Konsuln geleitet wurde.
Der Bacchanalienkult entstammte der griechischen Kultur, kam von Unteritalien nach Rom und zog immer mehr Mitglieder an. Geheime Vereinigungen waren den Behörden ohnehin suspekt. Hinzu kamen von Livius als wahr dargestellte Gerüchte, dass die Kultteilnehmer nicht nur ausschweifende Feste begingen, sondern auch schwere Verbrechen verübten. Schließlich soll das Ausmaß ihrer Umtriebe staatsgefährdend geworden sein. Ein Jüngling namens Publius Aebutius und seine Geliebte, die Freigelassene Fecenia Hispala, halfen dem Konsul Postumius schließlich entscheidend bei der Aufdeckung der Aktivitäten des Geheimkultes. Der Historiker Friedrich Münzer weist zwar darauf hin, dass Livius’ Bericht über diese Anzeige des Liebespaares frei und romanhaft ausgeschmückt ist, hält aber die angegebenen Namen für historisch, die im später erwähnten Senatsbeschluss über die Belohnung und Sicherheitsgewährleistung des Pärchens gestanden sein könnten. Auch den Namen von Sulpicia, der Schwiegermutter des Postumius, dürfte nach der Ansicht des gleichen Historikers historisch und der Familienüberlieferung entlehnt sein.
Nachdem Postumius über die angeblichen Vergehen der Bacchanalienanhänger durch Aebutius und seine Geliebte erfahren hatte und von der Richtigkeit ihrer Angaben überzeugt war, informierte er den Senat. Es wurde beschlossen, dass die Konsuln mit außerordentlichen Vollmachten in ganz Italien Untersuchungen zur Ergreifung der Mitglieder des Geheimkultes und Maßnahmen zum Verbot der Zelebrierung seiner Riten durchführen sollten. Das Volk wurde in einer Contio über die Vorgänge bei den Bacchanalien informiert und die dabei angeblich verübten Verbrechen und die Sittenverderbnis auf ausländische, den römischen Moralvorstellungen widersprechende Religionspraktiken zurückgeführt. Livius lässt absichtlich unklar, welcher der beiden Konsuln diese Ansprache hielt, die der römische Annalist ohnehin frei ausarbeitete. Tausende Personen, die an den Bacchanalien teilgenommen hatten, wurden hingerichtet oder inhaftiert. Zur Ergreifung von Flüchtigen wurden Belohnungen ausgesetzt. Die Ausübung der Riten der Bacchanalien wurde nur noch unter strengen Auflagen unter Kontrolle der Staatsmacht erlaubt und die Heiligtümer ihrer Anhänger zerstört. Wegen ihrer ausgedehnten Untersuchungsreisen durch Italien weilten die Konsuln öfters gleichzeitig fern der Hauptstadt und ließen sich währenddessen vom Stadtprätor vertreten.
Die eigentliche Aufgabe der Konsuln war die gleiche wie schon die ihrer Amtsvorgänger gewesen: sie hätten gemeinsam gegen die Ligurer zu Felde ziehen sollen. Wegen der durch den einheitlich komponierten Bacchanalienbericht gestörten zeitlichen Ordnung der livianischen Jahresdarstellung ist nicht klar, ob Postumius nach Abschluss seiner Untersuchungen noch Krieg in Ligurien führte. Livius bezeugt nur, dass der zweite Konsul Marcius Philippus zuerst mit seinen Ermittlungen fertig war und dann in seiner Provinz äußerst unglücklich gegen die Apuaner kämpfte. Möglicherweise dauerten die Untersuchungen von Postumius, die er sogar in Apulien und Lukanien durchführte, so lange, bis er in die Hauptstadt zurückkehrte, um die Wahlen für das nächste Jahr zu leiten, wobei er zwei Verwandte, u. a. Aulus Postumius Albinus Luscus, zu Prätoren befördern konnte.

## Weitere Laufbahn und Tod
184 v. Chr. erfolgte die Wahl des Postumius zum Augur. Dies stellte eine große Anerkennung dar, weil er als erstes Mitglied seiner Familie in eines der großen Priesterkollegien aufgenommen wurde. Relativ jung fiel er 180 v. Chr. der Pest zum Opfer. Deshalb sind die ihm vom Redner Cicero zugeschriebenen Klagen über die Beschwerden des Alters als fiktiv zu betrachten.